# Gli amori di Ercole
Iubirile lui Hercule (titlu original: Gli amori di Ercole, distribuit în SUA ca The Loves of Hercules, distribuit internațional ca Hercules vs the Hydra) este un film italiano-franțuzesc epic fantastic din 1960 regizat de Carlo Ludovico Bragaglia despre eroul grec Hercule.  Rolurile principale au fost interpretate de actorii Jayne Mansfield - ca Regina Deianira/Hippolyta și de soțul ei Mickey Hargitay - ca Hercule. Scenariul este scris de Luciano Doria, filmul este produs de Alberto Manca.

## Prezentare
În timp ce Hercule (Mickey Hargitay)) este plecat, satul lui este distrus și soția sa Megalia este ucisă de armata din Ecalia ca o primă parte a unei scheme a trădătorului Licos (Massimo Serato) pentru a ajunge pe tronul din Ecalia. Licos plănuiește ca Hercule să vină în Ecalia să se răzbune și să-l omoare pe rege. Hercule află despre uciderea soției sale și caută răzbunare, dar dă înapoi când fiica regelui și moștenitoarea tronului, Regina Deianira, se oferă pentru a se răzbuna pe ea și nu a provoca durere asupra poporului ei. Conform legilor, Deianira trebuie să suporte mânia lui Hercule; ea este legată de un perete în timp ce Hercule aruncă spre ea cu un topor care o ratează dovedind astfel  inocența ei în ochii zeilor.
Hercules o admiră pe Deianira și curajul ei. El se îndrăgostește de fată și renunță la răzbunare. Când o însoțește pe Deianira înapoi în capitala sa, întâlnesc un grup de țărani care au fost atacați de un monstru. În timp ce Hercule caută monstrul, vitele lor sunt însemnate și Hercules ucide un taur sălbatic cu pumnalul. După ce ajunge  în oraș, Hercule descoperă că Deinaira este logodită cu Achelo și pleacă.
Între timp, maleficul Licos, un slujitor al tatălui Deianirei și are o altă schemă în care îi ordonă asasinului său Filottete să-l ucidă pe Achelo. Acesta îl ucide pe Achelo cu pumnalul pe care l-a lăsat Hercule în taur; astfel nu numai că vina cade pe Hercule, dar a făcut-o pe Deianira disponibilă pentru căsătorie cu el. Filottete este trimis de Licos în lumea de dincolo cu gândul că Hercule poate dovedi că este  nevinovat numai dacă se duce în lumea de dincolo, dar de acolo niciun muritor  nu s-a mai întors din cauza monstruoasei Hidre.
Filottete este ucis de Hidră. Hercule o ucide pe Hidră, dar bătălia îl aduce în stare de inconștiență și este salvat de amazoane care sunt  conduse de regina Hippolyta (Tina Gloriana). Hippolyta își transformă iubiții în copaci vii după ce face dragoste cu ei, dar Hercule este interesat doar de Deinaira. Aceasta este furioasă că un bărbat nu este interesat de ea, dar hotărâtă să facă dragoste cu Hercule și să-l transforme într-un copac. Sfătuitoarea reginei îi sugerează ideea că singura modalitate prin care poate obține atenția lui Hercule este de a-și schimba fața și corpul prin magie,  ca să fie asemănătoare cu Deianira. Hercule reușește să scape cu viață datorită ajutorului amazoanei  Nemea (Moira Orfei). Nemea plătește trădarea față de regină cu viața sa,  la rândul ei, regina este zdrobită de unul dintre copaci. 
Între timp, Licos a ocupat tronul și a aruncat-o pe Deianira în închisoare. Hercule pleacă în căutarea unei armate, dar când se întoarce descoperă că poporul s-a răzvrătit și l-a detronat pe Licos, care a fugit cu Deianira dar sunt atacați de un monstru umanoid. Creatura îl ucide pe Licos, dar Hercule ucide monstrul și își salvează iubita.

## Distribuție
| Actor           | Role                        |
| --------------- | --------------------------- |
| Mickey Hargitay | Hercule                     |
| Jayne Mansfield | Regina Deianira / Hippolyta |
| Massimo Serato  | Licos                       |
| René Dary       | General                     |
| Moira Orfei     | Nemea                       |
| Gil Vidal       | Ahile                       |

## Producție
Acesta a fost unul dintre primele filme care au urmat în Italia în urma succesului filmelor cu  Hercule în care a jucat Steve Reeves. 
Filmările au avut loc în Italia în timpul nebuniei peplum. Nu este singurul film "loan out" (pe împrumut) al actriței Mansfield. Ea a primit oferta de a juca în acest film în timp ce turna scene pentru filmul The Sheriff of Fractured Jaw în Spania; ea a fost de acord să apară în acest film numai cu condiția ca soțul ei Mickey Hargitay să joace rolul lui Hercule. Ea a primit 75,000 $ pentru rolul reginei din acest film. Mansfield a primit permisiunea din partea studioului ei 20th Century Fox ca să facă filmările pentru această peliculă în primele săptămâni ale anului  1960 în timp ce era gravidă în patru luni.  Un succes în Italia, a fost mai târziu transmis la televiziune ca filmul săptămânii în 1966 la televiziunea americană și a devenit un film idol.   
Scena în care Mickey Hargitay luptă cu un taur a fost pregătită anterior prin tranchilizarea animalului.

## Lansare și primire
Un episod Mystery Science Theater 3000 este dedicat acesui film, acesta a avut premiera la 14 aprilie 2017, ca episodul 1108. 

### Titluri alternative
- Hercules vs. the Hydra (titlul la televiziunile din SUA)
- Gli amori di Ercole (Italia)
- Les amours d'Hercule (Franța)
- Herkules ja rakkauden kuningatar (Finlanda)
- O iraklis kai oi Amazones (Grecia)
- Die Liebesnächte des Herkules (Germania de Vest)
- Los amores de Hercules (Spania)

## Biografie
- Hughes, Howard (2011). Cinema Italiano - The Complete Guide From Classics To Cult. London - New York: I.B.Tauris. ISBN 978-1-84885-608-0.